# Pleotrichophorus palmerae
Pleotrichophorus palmerae är en insektsart som först beskrevs av Frank Hall Knowlton 1935.  Pleotrichophorus palmerae ingår i släktet Pleotrichophorus och familjen långrörsbladlöss. Inga underarter finns listade i Catalogue of Life.